# Hugo Körtzinger

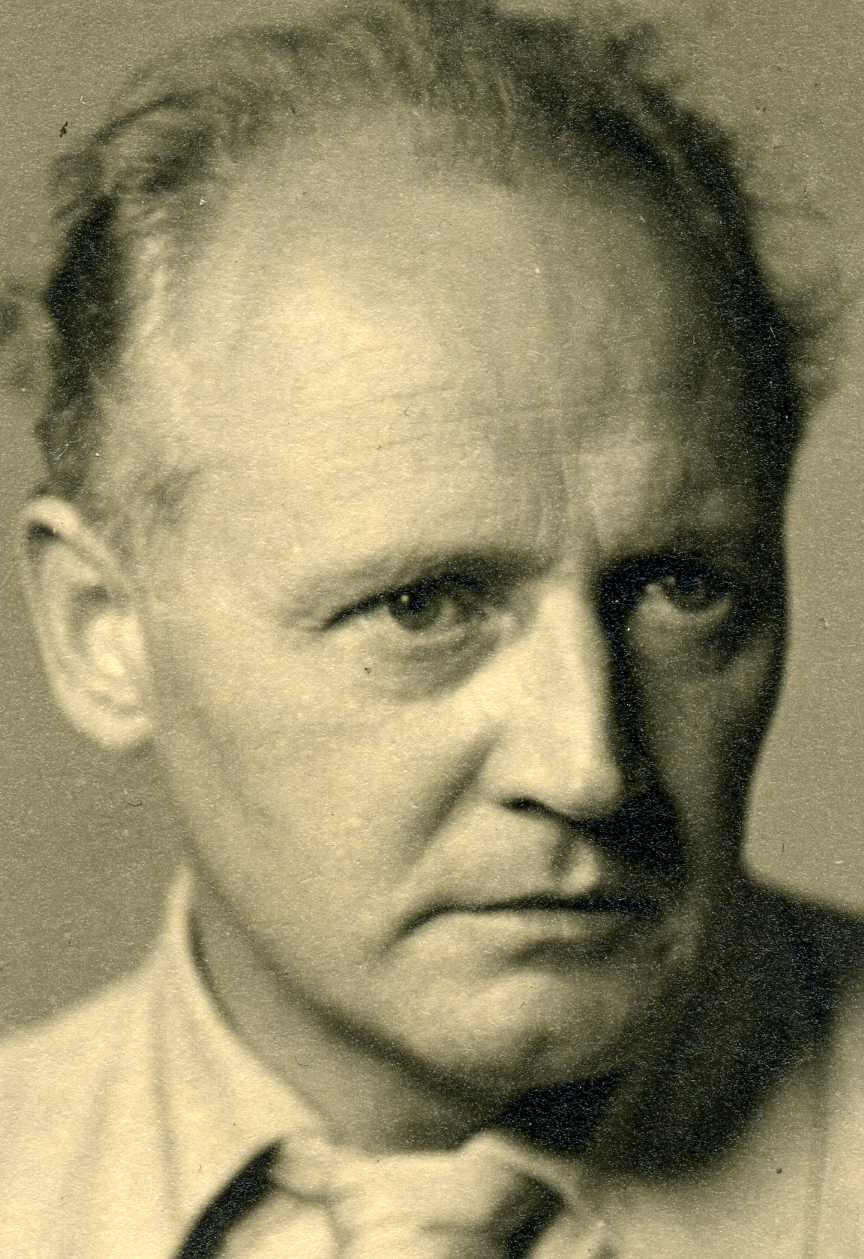
Hugo Körtzinger (1892–1967)

Anton Hugo Körtzinger (* 29. August 1892 in Lesum/Bremen; † 20. Januar 1967 in Schnega) war ein deutscher Maler, Bildhauer, Schriftsteller und Organist, dessen vielseitiges Werk weitgehend unbekannt geblieben ist, der jedoch in der Biographie Ernst Barlachs eine wichtige Rolle spielt. Der Künstler Wilfried Körtzinger ist sein Neffe.

## Leben und Wirken

### Kindheit, Jugend und Ausbildung
Hugo Körtzinger wurde als einziger Sohn von fünf Kindern des Direktors der Bremer Woll-Wäscherei in Burgdamm, Hugo Anton Körtzinger aus Bischofswerda, und dessen Frau, Bertha Rebecca Körtzinger (geb. Gärdes) aus Burg-Grambke, im Bremer Stadtteil Burglesum geboren. Bereits als Junge segelte er zur Freude seiner Mutter – Tochter des Kapitän Gärdes, der zuletzt auf dem Dreimastvollschiff Ocean fuhr – mit seinem kleinen Boot auf der Lesum und besuchte ab 1903 das Realgymnasium Vegesack. Wenig später begann er in der Vegesacker Kirche mit dem Orgelspielen und entwickelte großes Interesse an Kunst. Etwa ab 1908/1909 entstand eine Freundschaft mit dem Bremer Bildhauer Diedrich Kropp, der ihn auf Ernst Barlach aufmerksam machte. In den Jahren 1910/1911 studierte er an der Großherzoglich Sächsischen Hochschule für bildende Kunst in Weimar Malerei und Bildhauerei bei Hermann Behmer, Hans Olde und Max Thedy und hörte zudem in Jena Vorlesungen über Anatomie, Medizin und Literatur. Im Jahre 1914 heiratete er Helene Peltret, die Tochter eines Landmaschinenherstellers in Schnega. Bei Beginn des Ersten Weltkrieges meldete er sich freiwillig zum Kriegsdienst und wurde zu den Kürassieren nach Halberstadt eingezogen. Dort kam es 1915 zu einem Unfall mit einem durchgehenden Pferd, der zu einer dauerhaften Schädigung seiner Gesundheit führte. Als nicht fronteinsatzfähig wurde er zu den Husaren nach Stendal versetzt und schließlich vor Kriegsende aus gesundheitlichen Gründen entlassen. Fortan lebte er in Schnega auf dem Peltretschen Anwesen, unterhielt jedoch bis zu dessen Ausbombung im Jahre 1944 ein Atelier in Bremen.

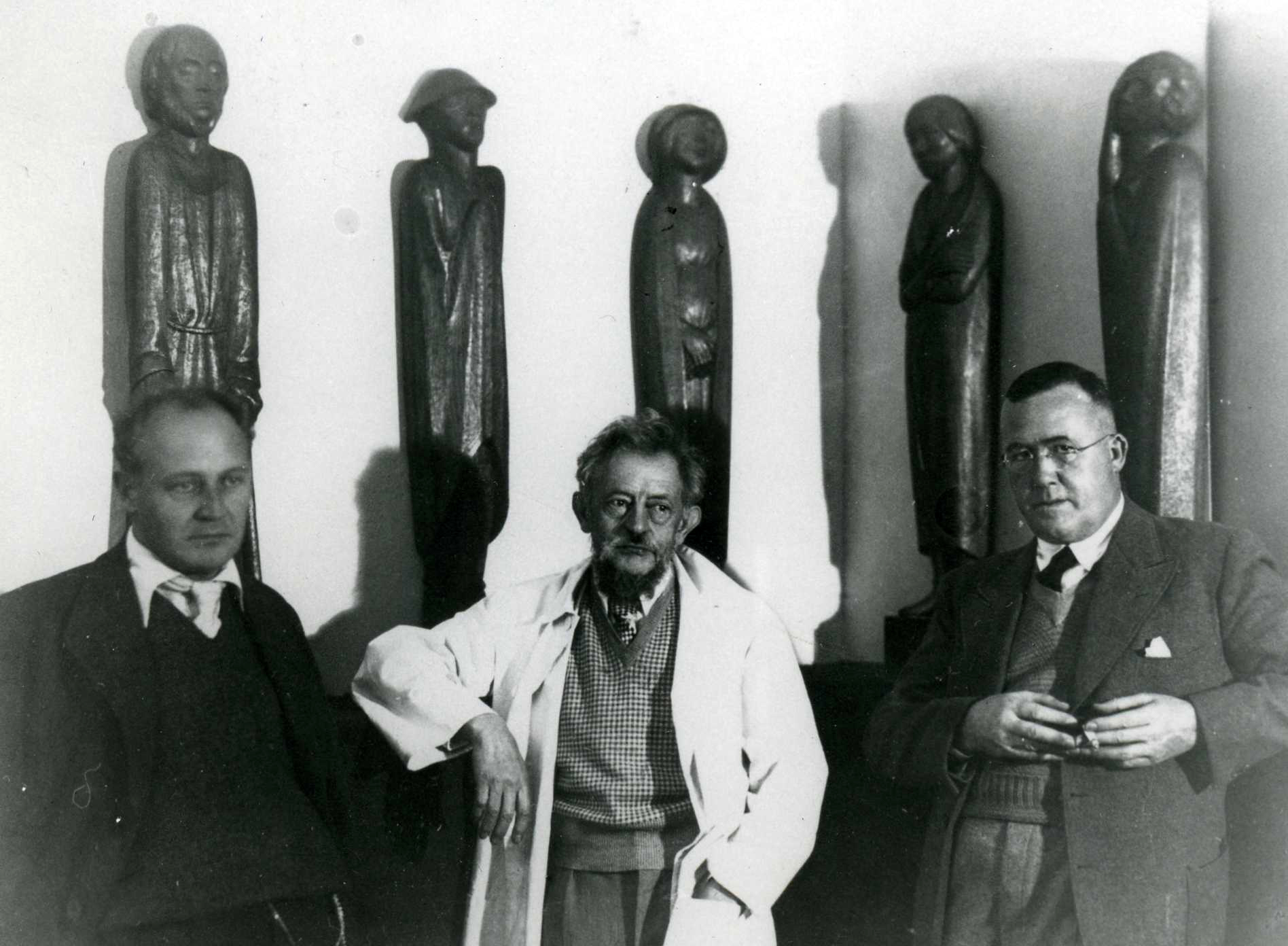
Hugo Körtzinger, Ernst Barlach und Hermann F. Reemtsma (von links) vor dem Fries der Lauschenden

### Arbeit als Künstler und Begegnung mit Barlach

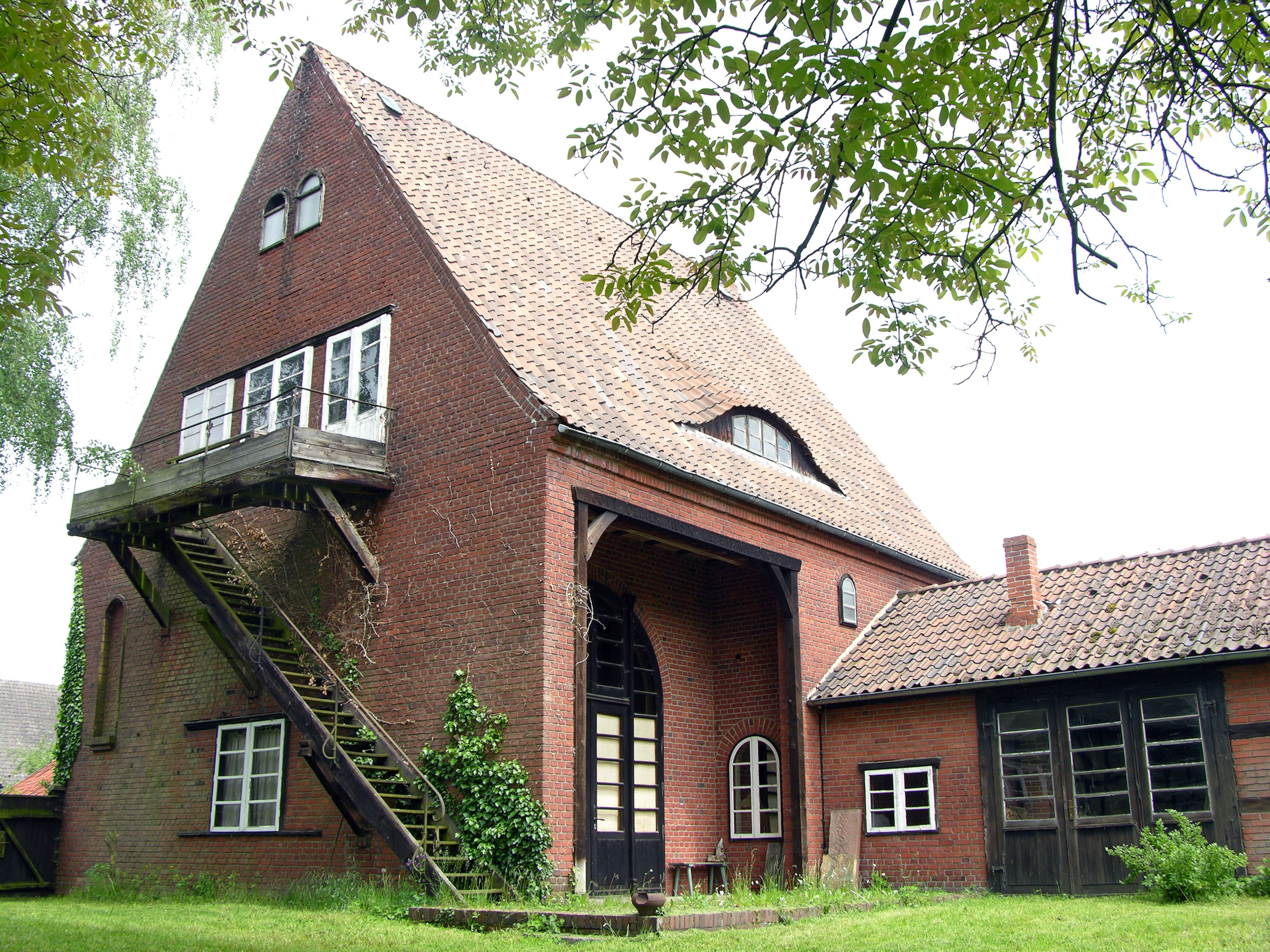
Die von Hugo Körtzinger entworfene und 1936/37 erbaute Werkstatt in Schnega (Aufnahme: 2006)

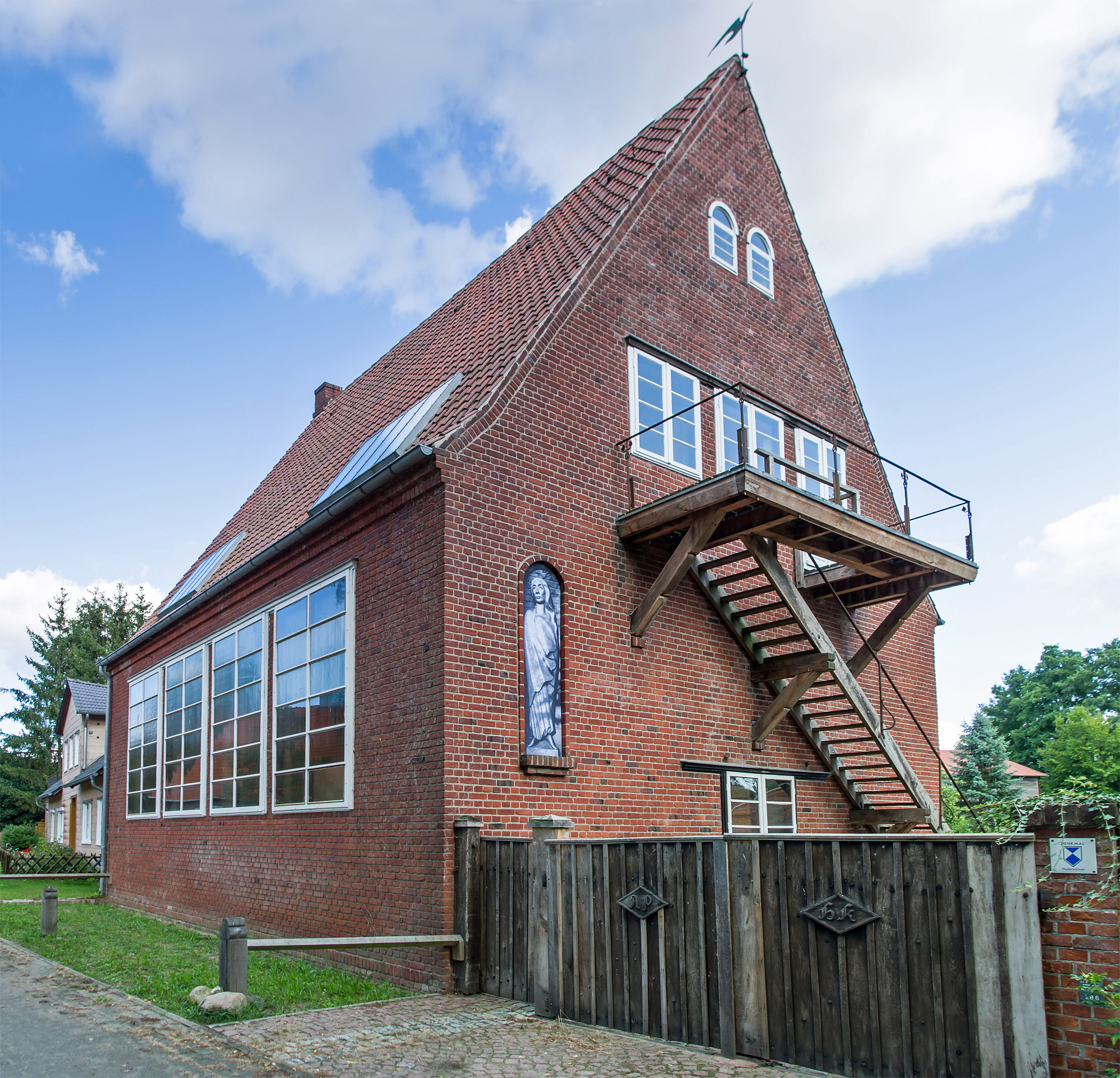
Straßenansicht und Westgiebel der Werkstatt in Schnega (Aufnahme: 2016)

In den Jahren 1925 bis 1932 beteiligte sich Körtzinger an Kunstausstellungen in Berlin, Bremen, Celle, Köln und München. Es kam zu kleinen Aufträgen und gelegentlichen Verkäufen. Der wirtschaftliche Ertrag blieb jedoch gering. Ab 1931 machte er auf Anregung des Lloyd-Reiseleiters Arnold Rehm sechzehn Seereisen auf Schiffen des Norddeutschen Lloyd mit, die ins Nordmeer bis nach Spitzbergen, ins Mittelmeer und zu den Kanaren führten. Auf diesen Reisen entstanden zahlreiche Bilder, von denen er viele verkaufen konnte. Diese Zeit stellte für Körtzinger eine Phase des wirtschaftlichen Erfolgs dar. Zudem entstanden wichtige Freundschaften, etwa mit Ludwig Justi, Heinrich XXXIX. Prinz Reuß und Hermann F. Reemtsma. So folgte er 1931 einer Einladung des Prinzen und seiner Ehefrau, Gräfin Antonia Emma Elisabeth zu Castell-Castell, auf Schloss Ernstbrunn, wo er auch malte. Als besonders wichtig und intensiv erwies sich jedoch die Freundschaft mit Hermann F. Reemtsma, die bis zu dessen Lebensende Bestand hatte. Körtzinger wurde zum künstlerischen Berater des passionierten Kunstsammlers und führte zahlreiche künstlerische Arbeiten für diesen aus. Im August 1934 brachte er Ernst Barlach und Hermann Reemtsma zusammen. Es kam zum Auftrag Reemtsmas an Barlach, den Fries der Lauschenden zu vollenden. Das Werk befindet sich heute im Ernst-Barlach-Haus in Hamburg. In dem Versuch, der zunehmenden Verfemung Barlachs durch die Nazis entgegenzuwirken, erschien 1936 der von Reemtsma finanziert Privatdruck "Ernst Barlach – Fries der Lauschenden – Privatdruck" mit einer Einführung Hugo Körtzingers. Ebenfalls 1936 wurde Barlachs Klinker-Plastik Frau im Wind in einer eigens dafür vorgesehenen Nische im Westgiebel des Körtzinger-Ateliers aufgestellt. Nur drei der ursprünglich für die Westfassade der Lübecker Katharinenkirche vorgesehenen 18 Figuren der Gemeinschaft der Heiligen waren ausgeführt worden und mussten vor dem Zugriff der Nazis gerettet werden.
Nach Barlachs Tod am 28. Oktober 1938 formulierte und verschickte Körtzinger zusammen mit Friedrich Schult die Todesanzeige und sprach auf der Trauerfeier in Güstrow Gedichte. Dort lernte er auch Georg Kolbe kennen und begann mit diesem zu korrespondieren. Körtzinger wurde Mitglied des Gremiums der Nachlassverwaltung Ernst Barlachs. Ab 1940 bewahrte er in der Abgelegenheit des Schnegaer Anwesens weitere Kunstwerke der sogenannten Entarteten Kunst auf, zu denen sich im Sommer 1943 – teilweise zerlegt und unauffällig in Holzkisten verpackt – die beiden Barlach-Großplastiken Geistkämpfer und Güstrower Ehrenmal (auch als Güstrower Domengel und Der Schwebende bekannt) gesellten und so vor dem Einschmelzen für Kriegszwecke bewahrt werden konnten. Diese überdauerten dort unbeschadet den Zweiten Weltkrieg und die Nachkriegszeit und stehen heute wieder an öffentlicher Stelle: der Geistkämpfer vor der Kieler Nikolaikirche und Der Schwebende in der Kölner Antoniterkirche.
Körtzingers eigenes Werk umfasst neben einer Vielzahl von Ölgemälden auch Zeichnungen, Bronzeplastiken und Reliefs. Er war Mitglied im Deutschen Künstlerbund.

### Atelier und Walcker-Orgel

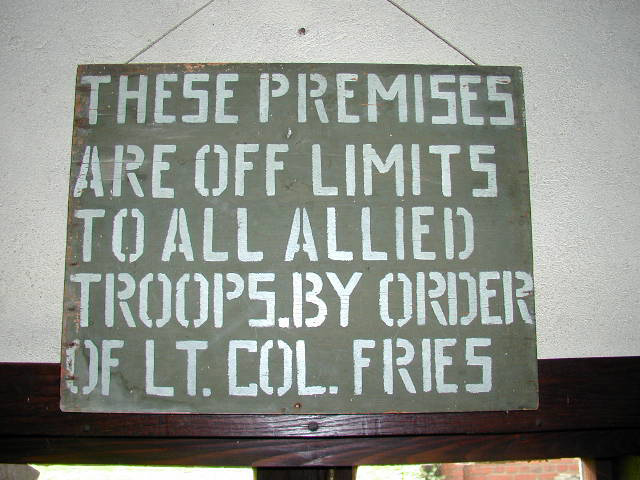
Lieutenant Colonel Fries von den britischen Besatzungstruppen stellte die Körtzinger-Werkstatt nach dem Einmarsch unter seinen Schutz

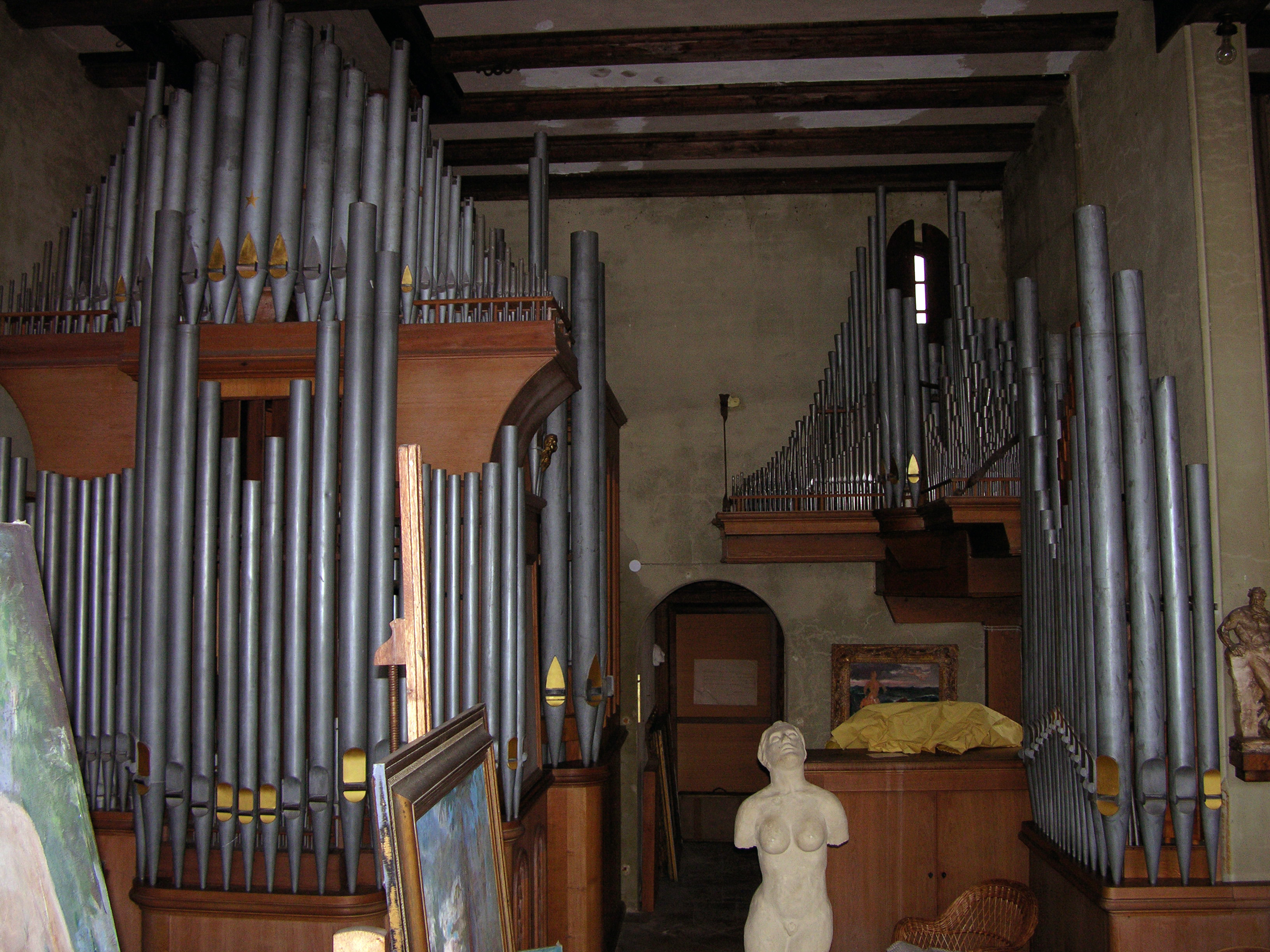
Orgel im Atelier

Ermöglicht durch das Mäzenatentum Reemtsmas entwarf und errichtete Körtzinger 1936/37 in Schnega ein großes Werkstattgebäude, in dessen Westgiebel eine Wandnische den Barlach-Klinker Frau im Wind aufnahm (s. o.). Ab 1937 entstand in dieser Werkstatt auch eine Orgel des 1780 gegründeten Orgelbauunternehmens E. F. Walcker & Cie., die bis 1948 in drei großen Umbauten zu einer der vermutlich größten Privatorgeln Deutschlands ausbaut wurde. Die Orgel mit elektrischer Spiel- und Registertraktur begann vergleichsweise bescheiden als Kleinorgel Walcker (Opus 2576) mit 6 Grundstimmen, 41 Registern und 663 Pfeifen. Diese Orgel beruhte auf dem Multiplex-System, einer Technik, die durch sogenannte Transmissionen eine größere Registervielfalt vorgaukelt, als baulich vorhanden ist. Multiplexorgeln wurden in den 1920/30er Jahren vielfach eingesetzt (z. B. als Kinoorgeln), konnten aber letztlich musikalisch nicht überzeugen. Hugo Körtzinger ließ die Orgel daher bereits 1939 durch 8 zusätzliche Register mit 448 Pfeifen auf zwei neuen Windladen (1 Schleiflade, 1 Taschenlade) erweitern. Zur zweiten großen Erweiterung kam es 1942, als 3 neue Taschenladen mit 15 Registern und 789 Pfeifen ergänzt wurden. Es folgte 1947 die dritte und letzte große Erweiterung um 6 weitere Register. Die eigenwillige Orgel, deren Entstehung von einer umfangreichen und höchst interessanten Korrespondenz zwischen Hugo Körtzinger und dem Orgelbauer Oscar Walcker begleitet war, umfasst damit in ihrer bis heute unveränderten Form 30 Register und 31 Transmissionen mit insgesamt weit über 2000 Pfeifen. Ab Sommer 2015 erfolgte die Komplettrestaurierung der Orgel durch die Orgelwerkstatt Christian Scheffler aus Brandenburg. Die Arbeiten wurden im Sommer 2016 erfolgreich abgeschlossen.
| I Hauptwerk C–g′′′ |        |
| Gedeckt Pommer     | 16′    |
| Prinzipal          | 8′     |
| Prinzipal II       | 8′     |
| Gedackt            | 8′     |
| Nachthorn          | 8′     |
| Großnasard         | 5 1⁄3′ |
| Prinzipal          | 4′     |
| Praestant          | 4′     |
| Traversflöte       | 4′     |
| Quintatön          | 4′     |
| Quinte             | 2 ⁄3′  |
| Oktave             | 2′     |
| Miscella 4fach     |        |
| Basson             | 16′    |
| Trompete           | 8′     |
| Oboe               | 8′     |
| Tremulant          |        |

| II Positiv C–g′′′ |        |
| Grobgedackt       | 8′     |
| Quintadena        | 8′     |
| Cello             | 8′     |
| Salicet           | 8′     |
| Rohrflöte         | 8′     |
| Prinzipal         | 4′     |
| Prinzipal 1–3fach | 4′     |
| Flöte             | 4′     |
| Fugara            | 4′     |
| Nasat             | 2 ⁄3′  |
| Salicet           | 2′     |
| Terz              | 1 3⁄5′ |
| Quinte            | 1 ⁄3′  |
| Sifflöte          | 1′     |
| Oberhorn          | 8′     |
| Tremulant         |        |

| III Kronwerk C–g′′′    |       |
| Bourdon                | 16′   |
| Weitprinzipal          | 8′    |
| Doppel Gedackt         | 8′    |
| Foresta                | 8′    |
| Gedackt                | 8′    |
| Dulziana               | 8′    |
| V. Cord (Voix celeste) | 8′    |
| Prinzipal              | 4′    |
| Oktave                 | 4′    |
| Nachtflöte             | 4′    |
| Dulziana               | 4′    |
| Quinte                 | 2 ⁄3′ |
| Prinzipal 2–3fach      | 2′    |
| Piccolo                | 2′    |
| Maritima               | 2′    |
| Krummhorn              | 8′    |
| Singend Regal          | 4′    |
| Tremulant              |       |

| Pedalwerk C–f′ |         |
| Subbass        | 16′     |
| Gedacktbass    | 16′     |
| Quintbass      | 10 2⁄3′ |
| Prinzipal      | 8′      |
| Bassflöte      | 8′      |
| Cello          | 8′      |
| Terzbass       | 6 2⁄5′  |
| Choralbass     | 4′      |
| Streichbaß     | 4′      |
| Quintatön      | 4′      |
| Bauernflöte    | 2′      |
| Posaune        | 16′     |
| Horn           | 8′      |

- Koppeln: II/I, III/I, II/P, III/P

### Nach dem Zweiten Weltkrieg
Nach dem Zweiten Weltkrieg beteiligte sich Körtzinger an der ersten Planung für die Gestaltung eines Mahnmals auf dem Gelände des ehemaligen Konzentrationslagers Bergen-Belsen, wurde Gründungsmitglied der Ernst Barlach Gesellschaft Hamburg und in das Kuratorium der Georg Kolbe-Stiftung Georg Kolbe Museum berufen. Er hielt gelegentlich Vorträge, doch in den 1950er Jahren schränkten die gesundheitlichen Beeinträchtigungen sein künstlerisches Schaffen mehr und mehr ein. Er konzentrierte sich auf das Orgelspielen, das Schreiben und die Korrespondenz mit Freunden. In dem Maler Siegward Sprotte fand er einen neuen Freund, den er wiederholt auf Sylt besuchte. Ein für 1958 vorgesehener Besuch Albert Schweitzers scheiterte letztlich am Tod des Lüneburger Kontakts. Körtzinger ging weiterhin als leidenschaftlicher Jäger auf die Pirsch und lebte in den letzten Lebensjahren zurückgezogen mit seiner Frau Helene auf dem Anwesen in Schnega. Er starb am 20. Januar 1967 nach Gehirnschlag in Schnega, wo er auch begraben ist.

## Förderverein Hugo Körtzinger e. V.

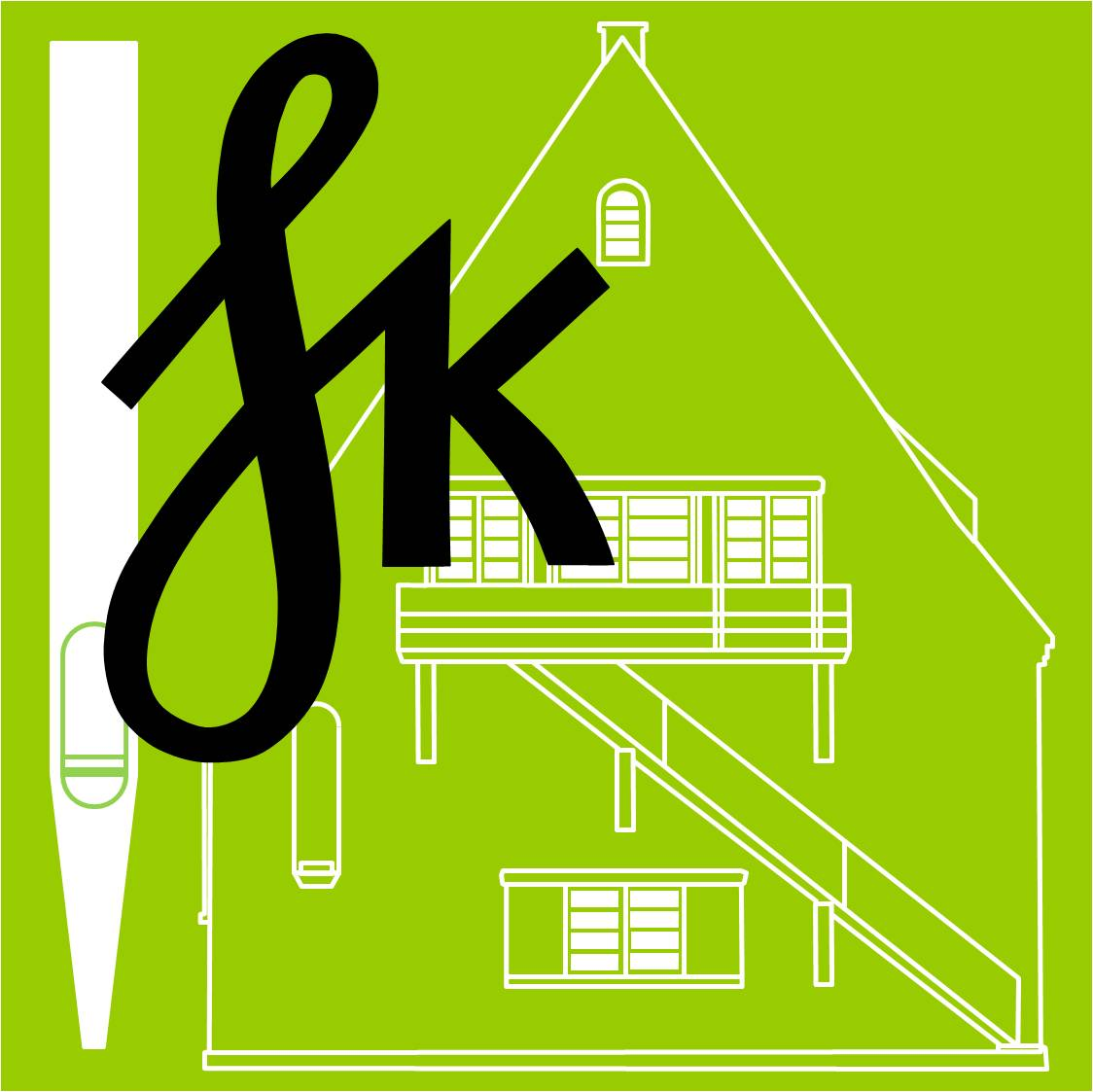
Vereinslogo

Der als gemeinnützig anerkannte Förderverein Hugo Körtzinger e. V. wurde am 7. März 2010 gegründet und verfolgt das Ziel, das denkmalgeschützte Atelier und den mit diesem verbundenen künstlerischen Nachlass Hugo Körtzinger zu bewahren, die Öffentlichkeit über Leben, Wirken und Schaffen Hugo Körtzingers zu informieren und das Schnegaer Atelier mit der Walcker-Orgel im Rahmen etwa von Führungen, Vorträgen, Ausstellungen und Konzerten der Öffentlichkeit zu präsentieren. So versucht der Verein u. a., das von Curd Ochwadt bereits in den 1970er Jahren begonnene Hugo Körtzinger Werkverzeichnis zu aktualisieren und zu ergänzen. Von 2012 bis 2015 führte der Verein eine von der Hermann Reemtsma Stiftung finanzierte denkmalgerechte Sanierung der Körtzinger-Werkstatt durch. Nach der Beendigung der behutsamen Gebäudesanierung erfolgte von 2015 bis 2016 die ebenfalls von der Hermann Reemtsma Stiftung geförderte Restaurierung der Walckerorgel. Seit 2019 wird das Instrument im Rahmen der Konzertreihe "Werkstattkonzerte Schnega" mit ausgefallenen Konzerten der Öffentlichkeit präsentiert. Der Verein hat seinen Sitz in Kiel, dem Wohnort des 1. Vorsitzenden Arne Körtzinger.